# عكوب جبلي
عكوب جبلي أو كعيب أو كعوب (الاسم العلمي:Gundelia tournefortii) نوع نباتي يتبع جنس العكوب من الفصيلة النجمية.
وهو نبات جبلي ينمو في مناطق بلاد الشام الداخلية. يطبخ لبه بعد إزالة الأشواك الخارجية. يطبخ مع اللبن ويعد أكلة شعبية في فلسطين وسورية والأردن. العكوب نبات بري شعبي معروف، له موسم قصير حيث يظهر في أواخر فصل الشتاء، وأول فصل الربيع. ويتهافت عليه بعض الناس لشرائه وينمو في المناطق السهلية والجبلية التي ينبت فيها هذا الغذاء الطيب المذاق رغم صعوبة التقاطه وتجهيزه بسبب ما يحمل على رأسه من الشوك.. وهو يذكرنا بفاكهة الصبر الذي يتميز أيضاً بقشره الشوكي.
والعكوب والذي يعتبره البعض من أطيب الأكلات العربية في بلاد الشام يتصدر قائمة الحشائش والاعشاب البرية الغذائية الربيعية والتي يزيدها هطول الأمطار نمواً مبكراً وسريعاً في هذه الايام. ونبات العكوب شكله اسطواني رفيع أخضر مائل إلى البياض وذيله الترابي مغطى بأغشية نباتية، إذ ان النساء في المنزل يقمن بحذر بازالة هذه الاغشية أو الأوراق مع القمم الشوكية رأس حبة العكوب بالسكين والمقص.

## انظر أيضًا

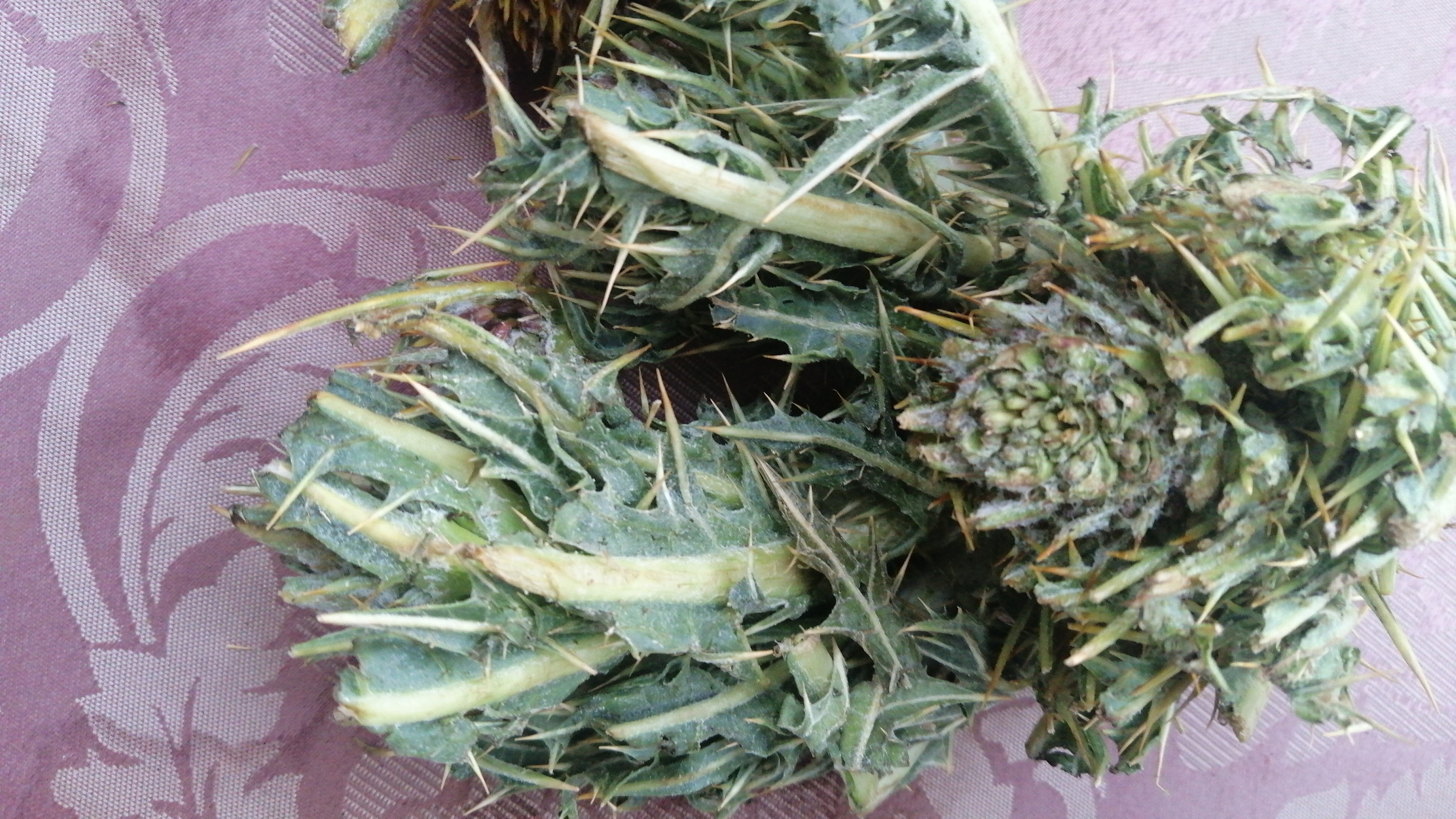
عكوب جبلي

## الأسماء المتداولة
العكوب – شوكة النصارى – الخرشف

## الوصف النباتي
يبلغ ارتفاعه بين 30 – 90 سم. الأوراق ذات لون أخضر لامع زغبية عليها أوبار ذات حافة مفصصة تنتهي بأشواك طويلة. العروق تأخذ لون فضي. الأزهار بنفسجية محمرة تأخذ شكل رؤوس كبيرة منفردة ذات قنابات تنتهي بأشواك تعطيها شكل النجمة.

## فصول التزهير والإثمار
الربيع وأوائل الصيف.

## المواد الفعالة
السيمالارين وهو (أساسي لعلاج الكبد) – السلبين – راتنجات – نشا تراي امين – حمض النمليك (الفيوماريك) – هيستامين (أساسي لعلاج الحساسية) – تانينات – مواد أخرى.

## المنافع الطبية
من أهم أدوية الكبد علي الإطلاق – جربته بنفسي لعلاج العديد من أمراض الكبد وأخص بالذكر تسمم الكبد – علاج حصى المرارة (مجرب) – علاج الصداع النصفي (الشقيقة) – منفث – مفيد في علاج البواسير – طارد للغازات – لعلاج بعض حالات القولون – مدر للدورة الشهرية للنساء – مقوي عام – مخفض للحرارة – لعلاج انخفاض ضغط الدم وهذه ميزة نادرة في الأعشاب الطبية – الجذور تستخدم كمنشط جنسي قوي (مجرب)

## المعلومات الغذائية

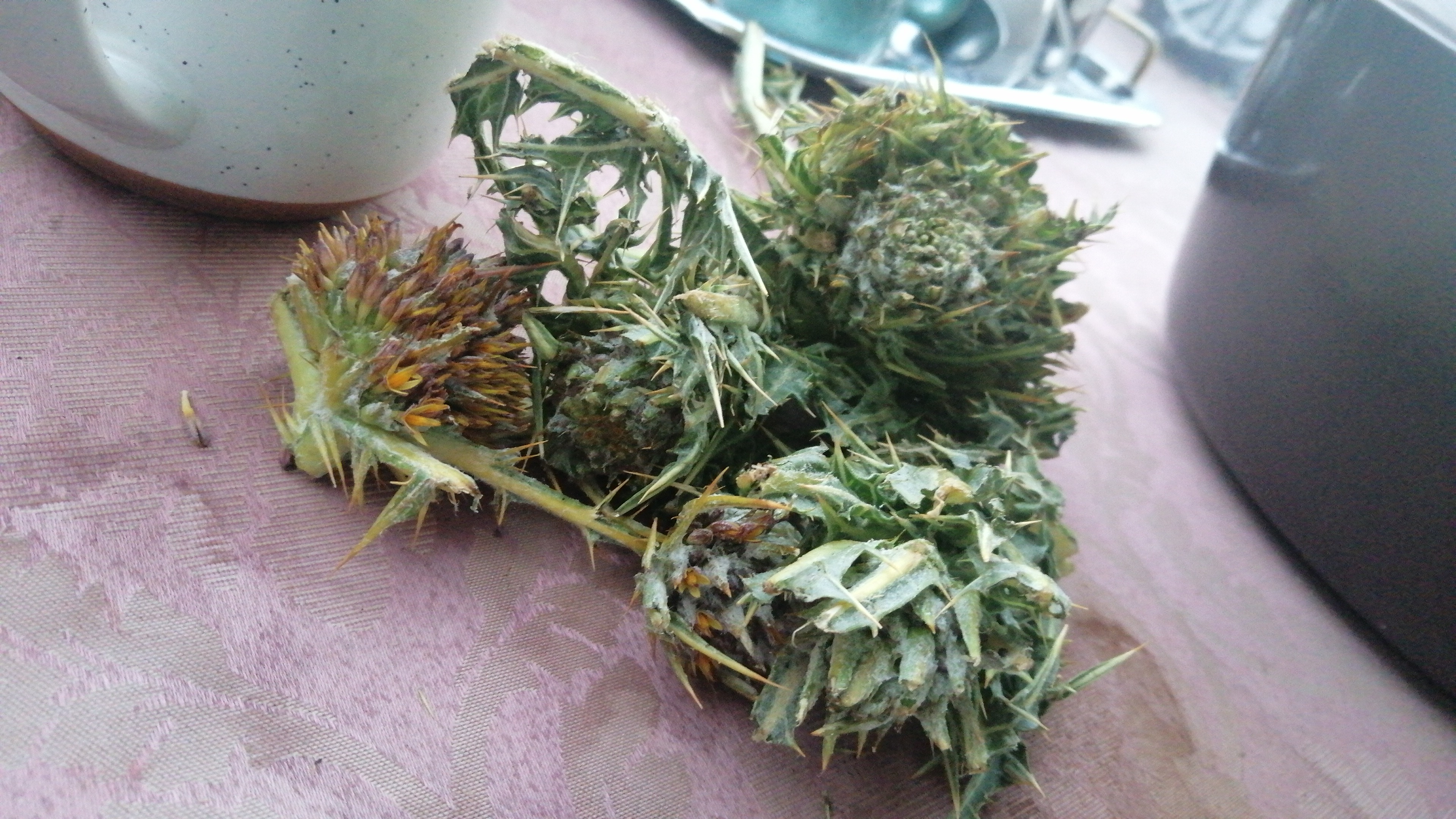
ثمار العكوب البري